# El retorno del hijo pródigo
El retorno del hijo pródigo (Terugkeer van de Verloren Zoon en neerlandés) es una obra del pintor holandés Rembrandt. Está realizado en óleo sobre tela, y fue pintado hacia el año 1662. Mide 262 cm de alto y 205 cm de ancho. Se exhibe actualmente en el Museo del Hermitage de San Petersburgo (Rusia). 
El cuadro se inspira en la parábola del hijo pródigo contenida en la Biblia. La parábola del evangelista Lucas (c.15, v.11-32), representada en este cuadro, también es recordada como «Parábola del Padre misericordioso». La escena representa el momento cumbre del perdón del padre frente al hijo arrepentido de su propia conducta. Rasgo de arrepentimiento es que comparece con el cabello rapado y se arrodilla ante el padre. Viste andrajos con agujeros. El anciano lo acoge con un gesto amoroso y casi protector, expresando así sentimientos de misericordia y compasión. Coloca las manos amorosamente en la espalda del hijo.
Rembrandt quiso locutar la misericordia de Dios Padre con la culminación de la humanidad. De hecho, puede observarse que un brazo del padre es de hombre y el otro de mujer. Simboliza que Dios es padre y madre a la vez.
A la derecha, observa la escena un personaje identificado como el hijo mayor; viste de manera lujosa y con un yelmo dorado. Se ha señalado también que podría ser un personaje político. Al fondo se distinguen tres figuras no bien identificadas. 
La luz incide directamente en esta pareja padre-hijo, así como en el rostro del personaje de la derecha. El resto de la composición queda en la sombra. Se ha relacionado el tema de esta obra y su forma de expresarla con el momento personal que pasaba Rembrandt, viejo, solo y arruinado, ya próximo a su muerte. De ahí que logre transmitir una sensación de tragedia elevada a un símbolo de significado universal.